# 若杉鳥子
若杉 鳥子（わかすぎ とりこ、1892年（明治25年）12月25日 - 1937年（昭和12年）12月18日）は、日本の小説家、歌人。

## 人物
古河の豪商と神田の貸席の女中の庶子として、東京下谷に生まれる。間もなく古河の芸者置屋の若杉はなの養女となる。養家から里子に出され、古河高等小学校を卒業。12歳の頃から『女子文壇』『文章世界』などに投稿を始め、横瀬夜雨に師事する。家業を厭い、明治40年（1907年）に上京、中央新聞の記者となる。
投稿仲間の水野仙子、今井邦子らと知り合い、19歳で板倉勝忠と結婚。勝忠は備中高梁城主の板倉勝弼の庶子で、鳥子は「子爵令弟夫人」となる。大正6年（1917年）には長女を伝染病で失う。
若山牧水主宰の『創作』などに短歌を発表、生田春月主宰の『詩と人生』、島崎藤村主宰の『處女地』などへの投稿を経て、大正14年（1925年）に『文藝戦線』に発表された「烈日」で作家として評価を受ける。大正15年（1926年）、新居格らが結成した西郊共働社（後の城西消費組合）に参加し、消費組合運動に関わるようになる。昭和3年（1928年）には『女人芸術』に「古鏡」を発表。
昭和8年（1933年）2月、作家の小林多喜二が逮捕され拷問をうけて殺害される。鳥子は多喜二の母親に対する義捐金活動に関わり、治安維持法違反として検挙・投獄される。同年、プロレタリア作家同盟に加盟し、宮本百合子、佐多稲子らと共に『働く婦人』の編集などに従事する。
昭和12年（1937年）、46歳で死去。死因については、睡眠薬の飲用過多、心臓麻痺および喘息、脳溢血、倒れて顔を打ってそのまま亡くなったなど諸説ある。
翌年、遺稿集『帰郷』が刊行される。また、古河市に文学碑がある。

## 著書
- 『帰郷』 小山書店、1938年、全国書誌番号:46048631
- 『渡良瀬の風 若杉鳥子短編集』 武蔵野書房、1998年、全国書誌番号:99048897
- 『一水塵 若杉鳥子詩歌集』 武蔵野書房、1999年、ISBN 4-943898-00-9
- 『空にむかひて 若杉鳥子随筆集』 武蔵野書房、2001年、ISBN 4-943898-12-2
- 『増補改訂版 渡良瀬の風 若杉鳥子短篇集』 武蔵野書房、2008年、ISBN 978-4-943898-80-1